# Limnichus fragilicornis
Limnichus fragilicornis är en skalbaggsart som beskrevs av Thomas Vernon Wollaston 1868. Limnichus fragilicornis ingår i släktet Limnichus och familjen lerstrandbaggar. Inga underarter finns listade i Catalogue of Life.